# 巴西蘑菇
巴西蘑菇（Agaricus subrufescens）又称巴西菇、姬松茸、香檳茸，是一種原产自巴西、秘鲁可進食的菌類植物，味道帶甜，有杏仁的芳香。
巴西蘑菇常見於營養保健食品中，巴西人很愛吃，並聲稱有活化免疫系統、預防惡性腫瘤（防癌）的功效。然而，其科學根據一直存疑。日本的國立健康營養研究所自2011年3月開始就相關產品的有效性及安全性進行研究，至今仍未得到可信度高的結果。
巴西蘑菇经常以姬松茸作为名称进行销售，但姬松茸和松茸是完全不同的品种，松茸是一种野生药用菌，而姬松茸是可人工培育的食用菇，价格也差别极大。

## 分類
姬松茸原生於北美洲，最早由美國植物學家查爾斯·霍頓·佩克於1893年發表描述。在19世紀後期到20世紀初期，姬松茸在美國東部作為食用菌而培植。這種植在1970年代於巴西再次被發現，但被錯認為另一在佛羅里達州發現的另一品種Agaricus blazei Murrill。這種「新發現」的菌類植物由於其醫療價值而被炒熱，並冠上各種冠冕堂皇的名稱，如：「太陽菇」（cogumelo do sol）、「神菇」（cogumelo de Deus）、「生命之菇」（cogumelo de vida）等。
中文名称巴西蘑菇也译自Agaricus blazei Murrill。

## 分佈
Agaricus subrufescens forms fruitbodies singly or in clusters in leaf litter in rich soil, often in domestic habitats.Originally described from the northeastern United States and Canada, it has been found growing in California, Hawaii, Great Britain, the Netherlands, Taiwan, Philippines and Brazil.

## 安全性
初步研究顯示巴西蘑菇產品會產生肝毒性（在一例尝试用蘑菇治疗卵巢癌的患者身上发现），並可能在一些人身上引起過敏。